# جون ريني الأكبر

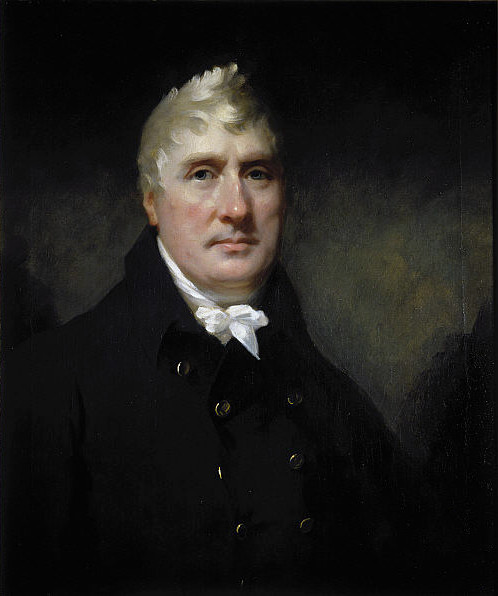
Portrait of John Rennie, 1810, by Sir Henry Raeburn

كان جون ريني، الحائز على زمالة الجمعية الملكية وزمالة إدنبرة، (7 يونيو 1761-4 أكتوبر 1821) مهندسًا مدنيًا اسكتلنديًا صمم العديد من الجسور، والقنوات المائية، والأرصفة والمستودعات، وكان رائدًا في استخدام الحديد الصب الإنشائي.

## القنوات والممرات المائية
انتقل ريني إلى لندن في عام 1791، وأنشأ شركته الهندسية الخاصة، وبدأ حينها في التوسع في مجال الهندسة المدنية، وخاصة بناء القنوات. شملت مشاريعه الأولى قناة ستوماركت للملاحة (نهر غيبينغ) في عام 1791، وقناة لانكستر (التي بدأ العمل عليها في عام 1792)، وقناة تشيلمر وبلاك ووتر للملاحة في عام 1793، وقناة كرينان (1794-1801)، وبحيرة رود يارد (1797)، وقناة روتشديل، التي تمر عبر تضاريس صعبة بين روتشديل وتودموردن، (1799). استغرقه بناء قناة كينيت وأفون، بما في ذلك قناة دونداس المائية، وأقفال كاين هيل ومحطة ضخ كروفتون، فترة زمنية امتدت بين عامي 1794 و1810.
تولى ريني مراجعة أداء خطط القناة الملكية الأيرلندية من دبلن إلى شانون بالقرب من لانغفورد في عام 1802. شغل أيضًا منصب مستشار لجنة مياه الأنابيب التابعة لشركة دبلن، والتي حصل بسببها على وسام حرية مدينة دبلن في عام 1804.
شارك ريني لسنوات عديدة في مشاريع الصرف واسعة النطاق في مناطق فنز بلنكولنشاير ونورفولك (1802-1810)، وفي تحسين نهر ويثام. أُنجِز مشروع قناة أو برينك كات (Eau Brink Cut)، وهي قناة جديدة لنهر أوز، قبل وفاته مباشرة. كان أيضًا كبير المهندسين لقناة ومشروع لازاريت (محجر صحي) الكبير، ولكن الفاشل، في تلة تشيتني على مصب نهر ميدواي في كنت.

## الجسور
ازدادت سمعة جون ريني خلال السنوات القليلة التالية باعتباره بانيًا بارعًا للجسور، فجمع بين الحجر وتقنيات الحديد الصب الجديدة لإنشاء أقواس بيضاوية منخفضة وعريضة لم يسبق لها مثيل. يُعتقد أن جسر ووترلو، فوق نهر التمز في لندن (1811-1817)، بأقواسه التسعة المتساوية وجسره المسطح تمامًا، قد تأثر بتصميم توماس هاريسون لجسر سكيرتون فوق نهر اللون في لانكستر.
كُلِّف ريني ببناء جسرين حجريين في ليدز، أحدهما فوق نهر آير والآخر أصغر حجمًا فوق قناة ليدز وليفربول، على الجانب الغربي من وسط المدينة وعلى امتداد جسر ليدز. كان المحرض الرئيسي على هذا المشروع هو صاحب الطاحونة بنجامين غوت، الذي كان يمتلك عقارات على جانبي الممرات المائية وأراد طريقًا أسهل بينهما. وُصِفَ الجسر الأكبر في عام 1934 (وفقًا لدليل بارسونز) بأنه «تحفة معمارية تتكون من قوس بيضاوي بعرض مئة قدم». غُيِّرَ اسم الجسر، الذي كان يُعرف في البداية باسم جسر ووترلو، إلى جسر ويلينغتون. تُظهر جهود ريني اللاحقة في هذا المجال أيضًا أنه كان مهندسًا معماريًا ماهرًا، ويتمتع بحس جمالي تصميمي رفيع. يعتبر جسر ووترلو تحفة فنية، وكان مشروع الجسر الأكثر شهرة في إنجلترا، ووُصِفَ بأنه «ربما أفضل جسر حجري كبير بُنيَ على الإطلاق في هذا البلد أو أي بلد آخر». أطلق عليه النحات الإيطالي أنطونيو كانوفا لقب «أجمل جسر في العالم»، وقال: «يستحق الذهاب إلى إنجلترا فقط لرؤية جسر ريني». بُنيَ جسر لندن بعد وفاة ريني، بالاعتماد على تصميمه، على يد أبنائه جون ريني (الابن) وجورج ريني. حل هذا الجسر محل جسر القرون الوسطى الذي كان يشكل عائقًا خطيرًا أمام تدفق النهر. نُقِلَ جسر ريني في النهاية إلى أريزونا، وبُنيَ جسر ساوثوارك (1815-1819) بثلاثة امتدادات من الحديد الصب فوق النهر، وذلك بالإضافة إلى بناء جسر فوكسهول القديم، الذي كان من تصميمه أيضًا.

## منارة بيل روك ومنارة هوليهيد ميل بيير
بُنيَت منارة بيل روك بالقرب من خور فورث وخور تاي خلال عامي 1807 و1810. نُسب الفضل في تصميم وتنفيذ المنارة إلى ريني حسب بعض المصادر؛ ولكن يبدو أن هناك القليل من الشك في أن دوره كان شكليًا إلى حد كبير. رسم روبرت ستيفنسون، المسّاح التابع للجنة أنوار الشمال، الخطط الأصلية، واقترح على اللجنة استدعاء ريني للمساعدة في الحصول على الموافقة البرلمانية على المشروع. استدعت اللجنة ريني، ومنحته لقب كبير المهندسين (ومع ذلك لم يتقاضَ سوى 400 جنيه إسترليني مقابل هذا الدور). لم يقبل ستيفنسون بالعديد من التعديلات التي اقترحها ريني، ولكن العلاقة بين الرجلين ظلّت ودية، وزار ريني المنارة مرتين أثناء بنائها. توفي ستيفنسون في عام 1850، فسجلت اللجنة في سجلها أن «الشرف يعود إليه في ابتكار وتنفيذ منارة بل روك». ادعى ابن ريني، السير جون ريني، في سلسلة طويلة من الرسائل المتبادلة مع آلان ستيفنسون عام 1849، أن النصيحة التي قدمها ريني إلى ستيفنسون تخوله بأن يصنف المبنى على أنه من «تصميمه وتشييده».
تُعد منارة هوليهيد ميل بيير، التي بناها ريني في عام 1821، برجًا أبيضًا مخروطي الشكل، ويُحتَمَل أن تكون ثاني أقدم منارة في ويلز، بعد منارة بوينت أوف آير. تتمتع هذه المنارة بأهمية وطنية باعتبارها أحد أعمال ريني الباقية. يحظى مصباح المنارة القديمة، التي كانت تعمل بالغاز في الأصل، على أهمية خاصة في السياق الويلزي. كان يوجد مصنع للغاز في الجزيرة لتوليد الطاقة للمنارة والأرصفة وحتى جزء من هوليهيد نفسها قبل التحول إلى الكهرباء، وبُني هذا المصنع بتكلفة 130 ألف جنيه إسترليني، وهو مبلغ ضخم جدًا في ذلك الوقت. ما يزال البرج سليمًا وله سياجات منحنية بشكل جميل مشابهة لتلك الموجودة في منارة باردسي. لم يعد البرج قيد الاستخدام حاليًا، وذلك على الرغم من استخدامه كمرجع ملاحي للبحارة.
يوجد برج مماثل في هاوث بأيرلندا، وهو منارة ميناء هاوث، وقد صممها ريني أيضًا للمحطة الأخرى للباخرة الأيرلندية.

## حاجز أمواج بليموث
يُحتمل أن يكون حاجز أمواج بليموث ساوند من بين أكثر أعمال ريني الهندسية إثارة للإعجاب، والذي يتكون من جدار يبلغ طوله ميلًا عبر المضيق، بعمق يقدر بحوالي 20 مترًا (66 قدمًا) تحت الماء، ويحتوي على 3,670,444 طن من الحجر الخام، بالإضافة إلى 22,149 ياردة مكعبة (16,934 مترًا مكعبًا) من البناء على السطح. شُيِّدَ هذا الحاجز لتوفير ممر آمن للسفن البحرية التي تدخل نهر تمار (هموازي) في ديفونبورت. اقتُرِح هذا العمل الضخم لأول مرة في تقرير أعده ريني بتاريخ 22 أبريل 1806، وصدر أمر من المجلس بالسماح بالمباشرة بالمشروع في 22 يونيو 1811، ووُضِع الحجر الأول في 12 أغسطس التالي، وأكمل السير جون ريني وجوزيف ويدبي العمل به.

## مبتكر تقني
اشتهر جون ريني ببراعته الهندسية وموارده التي لا تنضب، فأثناء تحسين ميناء رامسغيت، استخدم جرس الغطس، والذي عمل على تحسينه بشكل كبير. يُنسب إليه الفضل عمومًا في اختراع شكل من أشكال آلة التجريف البخاري بسلسلة من الدلاء، ولكن يبدو أن السير صموئيل بنثام سبقه إلى هذا الاختراع، ولكنه كان بالتأكيد أول من استخدمها على نطاق واسع، خلال فترة بناء همبر دوك في هول (1803-1809)، وذلك عندما ابتكر جرافة بخارية للتغلب على الصعوبات التي يواجهها هذا العمل تحديدًا، ومن الواضح أنه لم يكن على معرفة باختراع بنثام.
كانت الوسيلة الأخرى هي استخدام الجدران المجوفة، والتي استُحدثت بسبب الحاجة إلى توفير سطح دعم واسع لقواعد الجدار في التربة غير المتماسكة. استُخدِمَت الجدران المبنية على هذه الخطة إلى حد كبير من قبل ريني.